# Next Generation ATP Finals 2022 – mužská dvouhra
Mužská dvouhra Next Generation ATP Finals 2022 probíhala v první polovině listopadu 2022 a konala se ve formátu Fast4 tenisu. Singlové soutěže milánského závěrečného turnaje sezóny v Allianz Cloud Areně se zúčastnilo osm nejlepších hráčů do 21 let na žebříčku ATP Race to Milan. Tenisté nezískali žádné body do žebříčku ATP. 

## Odhlášení
Do turnaje nezasáhli tři nejvýše kvalifikovaní hráči. Úřadující světová jednička a 19letý obhájce titulu Carlos Alcaraz ze Španělska se odhlásil, když plánoval odehrát až navazující Turnaj mistrů a finále Davis Cupu. Sezónu však musel předčasně ukončit pro zranění břišního svalu, které si přivodil v týdnu před milánským turnajem na Paris Masters. Ze soutěže se odhlásil i desátý muž žebříčku a 19letý účastník předchozího ročníku Holger Rune z Dánska, kterého nahradil 21letý Ital Matteo Arnaldi. Rune byl prvním náhradníkem na navazujícím Turnaji mistrů. Italský patnáctý hráč světa a šampion z roku 2019 Jannik Sinner se dvouhry rovněž nezúčastnil.

## Finále: Brandon Nakashima prvním americkým vítězem turnaje
Vítězem se stal 21letý Američan a obhájce semifinálové účasti Brandon Nakashima, který ve finále zdolal českého tenistu téhož věku Jiřího Lehečku po třísetovém průběhu 4–3, 4–3 a 4–2. V úvodní sadě otočil nepříznivý vývoj gamů ze stavu 1–3 a v tiebreaku druhé odvrátil dva setboly. Nakashima, figurující na čtyřicátém devátém místě žebříčku, zopakoval proti Čechovi výhru ze základní skupiny, kdy také neztratil žádnou sadu. Celým turnajem prošel bez porážky. Lehečka se jako sedmdesátý čtvrtý tenista světa stal prvním českým účastníkem turnaje, Nakashima pak prvním americkým šampionem a v jeho pátém ročníku i pátým novým vítězem.

## Nasazení hráčů
1. Holger Rune (odstoupil)
2. Lorenzo Musetti (základní skupina)
3. Jack Draper (semifinále)
4. Brandon Nakashima (vítěz)
5. Jiří Lehečka (finále)
6. Ceng Čchun-sin (základní skupina)
7. Dominic Stricker (semifinále)
8. Francesco Passaro (základní skupina)
9. Matteo Arnaldi (základní skupina)

## Náhradníci
1. Luca Nardi (nenastoupil)
2. Timofej Skatov (nenastoupil)

## Soutěž
| Legenda                                                       |                                                                        |                                                   |
| - Q – kvalifikant - WC – divoká karta - LL – šťastný poražený | - Alt – náhradník - SE – zvláštní výjimka - PR/SR – žebříčková ochrana | - w/o – bez boje - r – skreč - d – diskvalifikace |

### Finálová fáze
|  | Semifinále | Semifinále        | Semifinále   | Semifinále | Semifinále | Semifinále | Semifinále       |   |                   | Finále | Finále | Finále | Finále | Finále | Finále | Finále |
|  |            |                   |              |            |            |            |                  |   |                   |        |        |        |        |        |        |        |
|  | 4          | Brandon Nakashima | 48           | 1          | 4          | 47         |                  |   |                   |        |        |        |        |        |        |        |
|  | 3          | Jack Draper       | 36           | 4          | 2          | 35         |                  |   |                   |        |        |        |        |        |        |        |
|  | 3          | Jack Draper       | 36           | 4          | 2          | 35         |                  | 4 | Brandon Nakashima | 47     | 48     | 4      |        |        |        |        |
|  |            |                   |              |            |            |            |                  | 4 | Brandon Nakashima | 47     | 48     | 4      |        |        |        |        |
|  |            | 5                 | Jiří Lehečka | 35         | 36         | 2          |                  |   |                   |        |        |        |        |        |        |        |
|  | 7          | 5                 | Jiří Lehečka | 35         | 36         | 2          | Dominic Stricker | 1 | 34                | 4      | 1      |        |        |        |        |        |
|  | 7          |                   |              |            |            |            | Dominic Stricker | 1 | 34                | 4      | 1      |        |        |        |        |        |
|  | 5          | Jiří Lehečka      | 4            | 47         | 2          | 4          |                  |   |                   |        |        |        |        |        |        |        |

### Zelená skupina
|   |                            | Nakashima                              | Lehečka                 | Passaro                                      | Rune Arnaldi                                 | Zápasy | Sety       | Hry          | Pořadí |
| 4 | Brandon Nakashima          |                                        | 4–1, 4–3(7–2), 4–2      | 4–3(7–4), 4–2, 4–1                           | 2–4, 4–3(9–7), 4–3(7–4), 3–4(4–7), 4–2       | 3–0    | 9–2 (82 %) | 41–28 (59 %) | 1.     |
| 5 | Jiří Lehečka               | 1–4, 3–4(2–7), 2–4                     |                         | 4–1, 4–3(9–7), 4–1                           | 4–3(7–5), 4–1, 4–3(7–4)                      | 2–1    | 6–3 (67 %) | 30–24 (56 %) | 2.     |
| 8 | Francesco Passaro          | 3–4(4–7), 2–4, 1–4                     | 1–4, 3–4(7–9), 1–4      |                                              | 4–3(9–7), 2–4, 3–4(4–7), 4–3(7–4), 4–3(10–8) | 1–2    | 3–8 (27 %) | 28–41 (41 %) | 3.     |
| 9 | Holger Rune Matteo Arnaldi | 4–2, 3–4(7–9), 3–4(4–7), 4–3(7–4), 2–4 | 3–4(5–7), 1–4, 3–4(4–7) | 3–4(7–9), 4–2, 4–3(7–4), 3–4(4–7), 3–4(8–10) |                                              | 0–3    | 4–9 (31 %) | 40–46 (47 %) | 4.     |

### Červená skupina
|   |                  | Musetti                                          | Draper                       | Ceng                    | Stricker                                         | Zápasy | Sety       | Hry          | Pořadí |
| 2 | Lorenzo Musetti  |                                                  | 1–4, 0–4, 3–4(3–7)           | 4–2, 4–2, 4–2           | 3–4(5–7), 3–4(6–8), 4–3(9–7), 4–3(8–6), 3–4(3–7) | 1–2    | 5–6 (45 %) | 33–36 (48 %) | 3.     |
| 3 | Jack Draper      | 4–1, 4–0, 4–3(7–3)                               |                              | 1–4, 4–2, 4–3(7–2), 4–2 | 3–4(5–7), 3–4(5–7), 3–4(5–7)                     | 2–1    | 6–4 (60 %) | 34–27 (56 %) | 2.     |
| 6 | Ceng Čchun-sin   | 2–4, 2–4, 2–4                                    | 4–1, 2–4, 3–4(2–7), 2–4      |                         | 2–4, 1–4, 2–4                                    | 0–3    | 1–9 (10 %) | 22–37 (37 %) | 4.     |
| 7 | Dominic Stricker | 4–3(7–5), 4–3(8–6), 3–4(7–9), 3–4(6–8), 4–3(7–3) | 4–3(7–5), 4–3(7–5), 4–3(7–5) | 4–2, 4–1, 4–2           |                                                  | 3–0    | 9–2 (82 %) | 42–31 (58 %) | 1.     |